# Raúl Bobadilla
Raúl Marcelo Bobadilla (Buenos Aires, 1987. június 18. –) argentin-paraguayi labdarúgó, a svájci Schaffhausen csatára.